# Haasea norica
Haasea norica är en mångfotingart som först beskrevs av Karl Wilhelm Verhoeff 1913.  Haasea norica ingår i släktet Haasea och familjen Haaseidae. Inga underarter finns listade i Catalogue of Life.